# Paverama
Paverama é um município brasileiro do estado do Rio Grande do Sul. O município pertence ao Vale do Taquari.